# Kri (película)
Kri (Nepalí; कृ) es una película  nepalí de drama romance y acción, dirigida y escrita por Surendra Poudel, producida por Subas Giri y Bhuwan K.C.. La película es protagonizada por Aditi Budhathoki, Anmol K.C. y Anoop Bikram Shahi. La película sigue a un hombre del ejército que pierde su amor, al ser secuestrada, por lo que empezará una persecución para encontrarla.
La película fue estrenada el 9 de febrero de 2018 en Nepal y el 14 de febrero de 2018 internacionalmente. Con un presupuesto de रु 3.5 crore es una de las películas más costosas hechas en Nepal. La película rompió varios récords en la taquilla de Nepal y fue un éxito comercial.

## Reparto
- Aditi Budhathoki
- Anmol K.C.
- Anoop Bikram Shahi
- Suraj Singh Thakuri
- Kameshwor Chaurasiya

## Banda sonora
| N.º | Título                | Cantante(s)            | Duración |  |
| 1.  | «Yeti Yeti Pani»      | Almoda Rana Uprety, RJ | 3:43     |  |
| 2.  | «Jani Najani Maya»    | Rodit Bhandari         | 4:20     |  |
| 3.  | «Ukalima Pachi Pachi» | Almoda Rana Uprety     | 3:53     |  |